# دکوانه
دکوانة (به عربی: دکوانة) یک منطقهٔ مسکونی در لبنان است که در استان جبل لبنان واقع شده‌است.